# Cikloheksilfenol
Cikloheksilfenol i spojevi strukturno izvedeni iz njega, vrste psihotropnih tvari. Uvršteni su u Hrvatskoj na temelju Zakona o suzbijanju zlouporabe droga na Popis droga, psihotropnih tvari i biljaka iz kojih se može dobiti droga te tvari koje se mogu uporabiti za izradu droga, pod Popis droga i biljaka iz kojih se može dobiti droga, pod 2. Popis psihotropnih tvari i biljaka, Odjeljak 1 - Psihotropne tvari sukladno Popisu 1. Konvencije UN-a o psihotropnim tvarima iz 1971. godine. Kemijskim sastavom to su spojevi strukturno izvedeni iz 2-(3-hidroksicikloheksil)fenola supstitucijom na položaju 5 fenolnog prstena alkilnom, halogenalkilnom, alkenilnom, cikloalkilmetilnom, cikloalkiletilnom, 1-(N-metil-2-piperidinil)metilnom ili 2-(4-morfolinil)etilnom skupinom, bez obzira na to jesu li ili nisu dodatno supsitituirani na cikloheksanskom prstenu.